# Арташёва, Евгения Александровна
Евгения Александровна Арташёва (1917 — 1988) — советский хозяйственный, государственный и политический деятель.

## Биография
Родилась в селе Савинское Вологодской губернии в 1917 году в многодетной семье (была 5-й из 9 детей). Член ВКП(б).
С 1936 года — на хозяйственной, общественной и политической работе. В 1936—1956 гг. — знатная стахановка-льноводка (льнотрепальщица) колхоза «Борьба» Чёбсарского района Вологодской области, инструктор-технолог по обработке льна льнотреста «Заготлён» (г. Вологда), заместитель управляющего Северного льнотреста, инструктор, директор ТМБ
Северо-Осетинской республиканской конторы «Заготживсырьё», директор Никологорского льнозавода Владимирской области.
Избиралась депутатом Верховного Совета СССР 1-го созыва.
Умерла в 1988 году.